# Christian Copin
Pour les articles homonymes, voir Copin.
Christian Copin est un footballeur français né le 9 janvier 1955 à Valenciennes (Nord) et mort le 16 décembre 2012 à Maubeuge. 
Ce joueur longiligne et fougueux a joué arrière latéral le plus souvent et fait une carrière professionnelle dans le club de sa ville natale, l'US Valenciennes-Anzin. 
Il a également joué au FC Metz, comme milieu de terrain.

## Carrière de joueur
- 1973-1977 : US Valenciennes-Anzin
- 1977-1979 : FC Metz[3]

## Palmarès
- International junior
- Vice-champion de France D2 en 1975 (avec l'US Valenciennes-Anzin)

## Source
- Col., Football 79, Les Cahiers de l'Équipe, 1978, cf. page 112.